# Kurt Svensson
Kurt «Skeppshult» Svensson (Skeppshult, Suecia, 15 de abril de 1927-Träslövsläge, Suecia, 11 de julio de 2016) fue un futbolista y entrenador de fútbol sueco. En su etapa como jugador profesional se desempeñaba como delantero.

## Selección nacional
Formó parte de la selección de fútbol de Suecia que obtuvo el tercer lugar en la Copa Mundial de 1950. Fue el último sobreviviente de aquel plantel, aunque no jugó ningún partido durante el torneo.

### Participaciones en Copas del Mundo
| Mundial                        | Sede   | Resultado    | Partidos | Goles |
| ------------------------------ | ------ | ------------ | -------- | ----- |
| Copa Mundial de Fútbol de 1950 | Brasil | Tercer lugar | 0        | 0     |

## Clubes

### Como jugador
| Club         | País   | Año       |
| ------------ | ------ | --------- |
| IS Halmia    | Suecia | 1945-1950 |
| Varbergs GIF | Suecia | ¿-?       |

### Como entrenador
| Club        | País   | Año |
| ----------- | ------ | --- |
| IF Norvalla | Suecia | ¿-? |